# فرديناندو بيو روزليني
فرديناندو بيو روزليني (1814-1872) كان عالم رياضيات وعالم نباتات إيطالي.

## حياته وأعماله
وُلِدَ لعائلة ثرية من التجار من بيسكيا، أخوه الأكبر هو عالم المصريات إيبوليتو روزليني. درس الرياضيات في جامعة بيزا، والفيزياء الرياضية في جامعة فلورنسا تحت إشراف يوبولدو نوبيلي.
بداية من عام 1836 أصبح مدرسا خصوصيًا لأبناء جورجيو دوريا (Giorgio Doria) الأربعة في جنوة؛ أحدهم فيما بعد أصبح عالم النبات المعروف جياكومو دوريا [الإنجليزية]. عام 1846 وبعد وفاة شقيقه إيبوليتو بثلاث سنوات، تزوج أرملته وتبنى أبنائه الثلاثة: أوجينيو "Eugenio" وأنجيلا "Angela" وجيوفان باتيستا "Giovanbattista".
عام 1848 وخلال الحقبة الثورية، انخرط في العمل السياسي. وكان عضوًا في Circolo Patriottico Milanese ، ورئيس تحرير المجلة السياسية La Croce di Savoia.
عام 1853 عُيِنَ مديرًا لمعهد التجارة والصناعة "Istituto di Commercio" في تورين، الذي أسسه كافور. أصبح من عام 1859 مديرًا لمعهد ليردي التقني "Istituto Tecnico Leardi" في كازالي مونفيراتو حيث تتلمذ على يديه الطالب الشاب فيلفريدو باريتو. بعد وفاته، بقيت أعشابه ومخطوطاته في المعهد.

## فهرس
- Benvenuti, Gino (1967). "Ferdinando Pio Rosellini : patriota ed educatore". Rassegna Periodica di Informazioni del Comune di Pisa (بالإيطالية). 7 (3). Archived from the original on 2022-01-18.
- Coaloa, Roberto (2008). "La classe politica dell'"altro Piemonte" alla vigilia de l'Unita d'Italia". In Valerio Castronovo (ed.). Alessandria: dal Risorgimento all'Unita d'Italia (بالإيطالية). Cassa di Risparmio d'Alessandria. pp. 88–97. Archived from the original on 2022-01-18.
- Giacalone-Monaco, Tommaso (1966). "Ricerche intorno alla giovinezza di Vilfredo Pareto". Giornale degli Economisti e Annali di Economia (بالإيطالية). 25 (1/2): 97–104. ISSN:0017-0097. JSTOR:23239355.
- Pizzarelli, Chiara (2013). "L'istruzione matematica secondaria e tecnica da Boncompagni a Casati 1848-1859: il ruolo della Società d'Istruzione e di Educazione". Rivista di Storia dell'università di Torino (بالإيطالية). 2 (2): 23–60. DOI:10.13135/2281-2164/518. ISSN:2281-2164. Archived from the original on 2023-02-12.

## روابط خارجية
- O'Connor، John J.؛ Robertson، Edmund F.، "فرديناندو بيو روزليني"، تاريخ ماكتوتور لأرشيف الرياضيات